# Steatosi epatica non alcolica

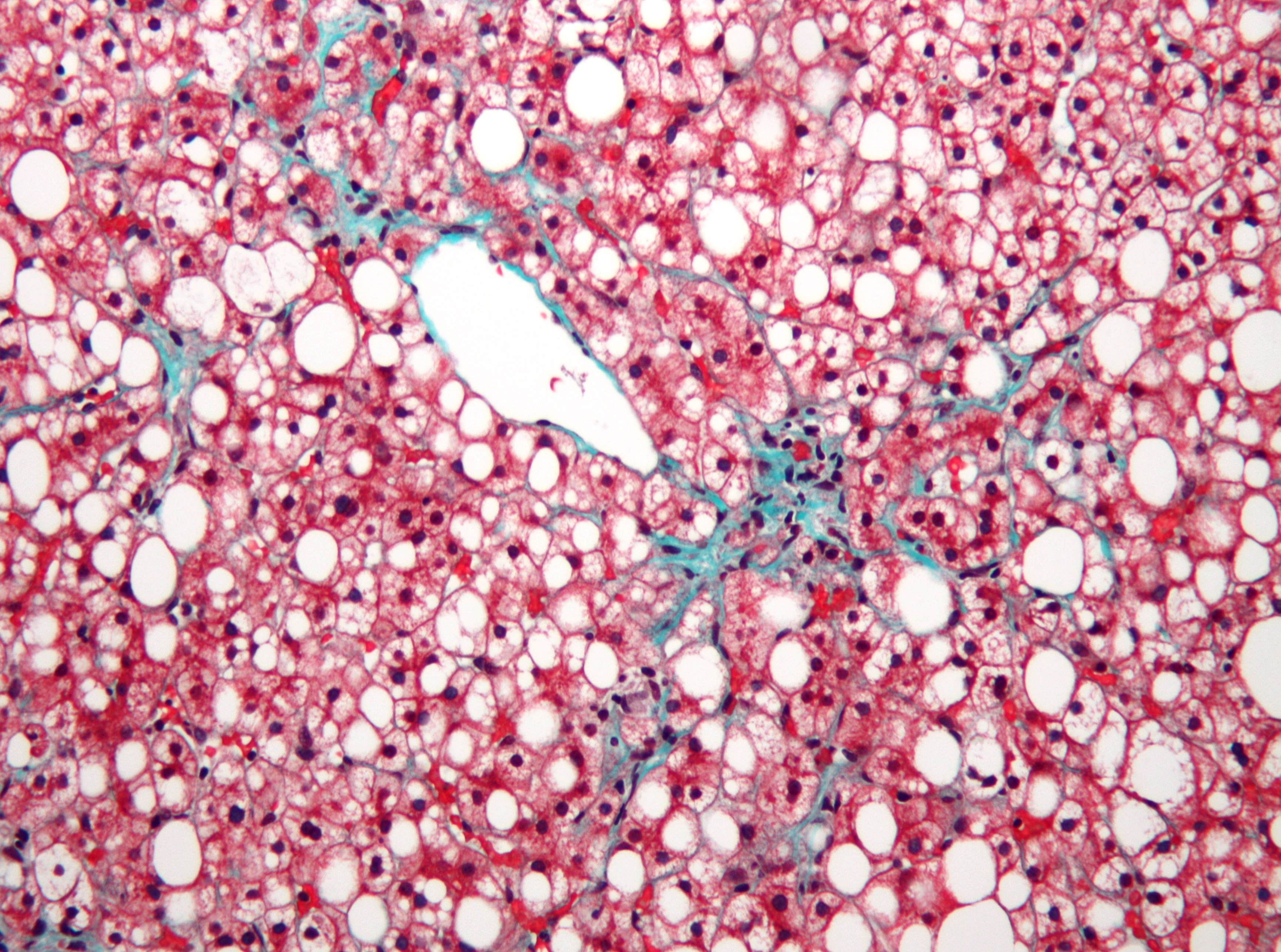

La steatosi epatica non alcolica (conosciuta anche con il termine NAFLD, acronimo dell'inglese non-alcoholic fatty liver disease) è una condizione medica caratterizzata da un eccessivo accumulo di lipidi all'interno del fegato (steatosi epatica) non associato ad un eccessivo consumo di alcolici, ma prevalentemente a predisposizione genetica e/o fattori ambientali (come una dieta ricca di lipidi).
Rispetto all'epatopatia alcolica la NAFLD ha un minor rischio di evoluzione in cirrosi, insufficienza epatica e carcinoma epatocellulare; tuttavia la sua evoluzione infiammatoria in steatoepatite non alcolica (NASH, dall'inglese non-alcoholic steatohepatitis) presenta una maggior probabilità di insorgenza di tali condizioni.
Il foie gras altro non è che il fegato di una oca/anatra in cui è stata indotta la NASH attraverso una alimentazione eccessiva.
Si tratta di una delle condizioni più diffuse al mondo: secondo alcune stime circa il 25% della popolazione globale ne sarebbe affetta, in particolare nelle nazioni maggiormente sviluppate (come Stati Uniti e Unione Europea).